# Agrostis alascana
Agrostis alascana é uma espécie de gramínea do gênero Agrostis, pertencente à família Poaceae.